# Paracyatholaimoides
Paracyatholaimoides är ett släkte av rundmaskar. Paracyatholaimoides ingår i familjen Cyatholaimidae.
Kladogram enligt Catalogue of Life:
| Paracyatholaimoides | \| \| Paracyatholaimoides labiosetosus \| \| \| \| \| \| Paracyatholaimoides multispiralis \| \| \| \| \| \| Paracyatholaimoides serpens \| \| \| \| |
|                     | \| \| Paracyatholaimoides labiosetosus \| \| \| \| \| \| Paracyatholaimoides multispiralis \| \| \| \| \| \| Paracyatholaimoides serpens \| \| \| \| |
|                     | Paracyatholaimoides labiosetosus |
|                     | |
|                     | Paracyatholaimoides multispiralis |
|                     | |
|                     | Paracyatholaimoides serpens |
|                     | |